# Knez Volkun
 Knez Volkun  je drama Antona Aškerca, ki je izhajala leta 1906 v Ljubljanskem zvonu, v knjižni obliki pa je izšla v Zbranem delu IV v Ljubljani leta 1989.

## Obnova

### Osebe
- Vitomir, velmož slovenski.
- Volkun, knez.
- Velmožje, starešine, ljudstvo.

Godi se v 8. stoletju v Korotanu.

### I.
Ustoličen bo novi knez. Velmožje se pod Vitomirovim vodstvom zberejo na posvet, kjer dajo duška svojemu nezadovoljstvu: njihovi knezi so knezi le na videz, pravi gospodarji so Bajuvarci, ki so Slovence sicer osvobodili Avarov, jim pa vsilili svojo oblost. Tudi krščanska vera je le veriga, duhovniki, ki jih pošiljajo med nje, so vojaki v meniških haljah, ki skrivajo meč - bolje je bilo, ko so Slovenci še častili stare bogove, zemlja je bogateje rodila in črede so bile številčnejše. Slovenski knezi so pozabili, da njihova oblast izvira iz ljudstva, prilizujejo se Bajuvarcem... Velmožje sklenejo, da bodo Volkunu postavili pogoje, preden ga potrdijo za kneza: vlada naj po volji ljudstva, ne po svoji ali po volji Bajuvarcev!

### II.
Obred ustoličenja po starem običaju. Novi knez priseže, da bo pravičen, da bo kot oče skrbel za Korotan in go vodil k sreči. Ljudstvo vzklika knezu in s pesmijo počasti domovino, ki je »naša sveta last«, naša »dedovina«, nas »ponos in čast«.